# Jukka Leino
Pour les articles homonymes, voir Leino.
Jukka Leino, né le 10 juin 1978 à Heinävesi, est un skieur alpin finlandais. Il est spécialiste des épreuves techniques (slalom géant et slalom).

## Biographie
Il commence à courir dans des compétitions de la FIS en 1995.
En mars 2000, il fait ses débuts en Coupe d'Europe et en décembre 2000, il découvre la Coupe du monde au slalom géant de Val d'Isère. Il y marque ses premiers points en 2003 au slalom de Wengen (23e), lieu même, où il obtient son meilleur résultat en carrière un an plus tard. Avant la saison 2016-2017, il doit se faire opérer du genou, mais parvient à revenir à son niveau pour être sélectionné aux Championnats du monde à Åre.
En 2009, il marque pour la dernière fois des points dans la Coupe du monde, mais enregistre son meilleur résultat aux Championnats du monde à Val d'Isère, avec le 17e rang au slalom géant.
Dans la Coupe d'Europe, il obtient son premier podium en 2003 en slalom à Åre et ses deux victoires en décembre 2007 à Geilo en slalom géant, spécialité dont il finit premier du classement spécifique cet hiver.
Dans les Championnats de Finlande, il remporte le slalom en 2004, 2006 et 2009, ainsi que le super G et le super combiné en 2009.
Après avoir quitté l'équipe nationale en 2010, du fait de ses blessures au genou et au dos, il continue à participer à des courses internationales mineures jusqu'en 2012.

## Palmarès

### Championnats du monde
| Épreuve / Édition | Saint-Moritz 2003 | Bormio 2005 | Åre 2007 | Val d'Isère 2009 |
| Slalom géant      | Abandon           |             |          | 17e              |
| Slalom            | 27e               | 29e         | Abandon  | Abandon          |

### Coupe du monde
- Meilleur classement général : 89e en 2004.
- Meilleur résultat : 11e.

| Saison/Classement | Général | Général | Slalom géant | Slalom géant | Slalom | Slalom |
| Saison/Classement | Class.  | Points  | Class.       | Points       | Class. | Points |
| ----------------- | ------- | ------- | ------------ | ------------ | ------ | ------ |
| 2003              | 137e    | 8       | -            | -            | 56e    | 8      |
| 2004              | 89e     | 5       | -            | -            | 37e    | 44     |
| 2005              | 95e     | 38      | -            | -            | 36e    | 38     |
| 2006              | 128e    | 10      | -            | -            | 57e    | 10     |
| 2007              | 124e    | 14      | -            | -            | 50e    | 14     |
| 2008              | 122e    | 19      | 49e          | 11           | 57e    | 8      |
| 2009              | 100e    | 36      | 43e          | 10           | 43e    | 26     |

### Coupe d'Europe
- Meilleur classement général : 5e en 2008.
- Premier du classement du slalom géant en 2008.